# Craig Bellamy
Craig Douglas Bellamy (Cardiff, 13 luglio 1979) è un allenatore di calcio, dirigente sportivo ed ex calciatore gallese, di ruolo attaccante, commissario tecnico della nazionale gallese.

## Caratteristiche
Era un attaccante dinamico e veloce, dotato di buona tecnica individuale e fiuto per il gol.
Aveva un temperamento molto focoso, che in alcune circostanze lo ha portato ad avere scontri con avversari, compagni e allenatori.

## Carriera

### Club

#### Gli inizi, Norwich City
Cresciuto nelle giovanili del Bristol Rovers prima e del Norwich City poi, debutta con I gialloverdi in prima squadra ed in First Division contro il Crystal Palace il 15 marzo 1997, in una partita terminata poi col punteggio di 2-0 in favore dei londinesi padroni di casa. Nella stagione successiva Bellamy diventa titolare dei Canaries e disputa trentotto partite realizzando tredici gol. Nella stagione 1998-1999 rimane fuori i primi due mesi a causa di un infortunio riportato dopo uno scontro con il difensore del Wolverhampton Wanderers Kevin Muscat, ma a fine anno totalizza comunque diciassette gol in trentotto partite. L'inizio del campionato 1999-2000 vede Bellamy incorrere in un nuovo grave infortunio al ginocchio, arrivato durante un'amichevole con il Southend United, che lo tiene lontano dai campi di gioco fino all'aprile del 2000.
Nell'estate successiva cominciano a girare numerose voci su un possibile trasferimento del gallese, con squadre quali Newcastle United, Tottenham, Celtic e Wimbledon FC segnalate come interessate.

#### Coventry City e Newcastle
Ad aggiudicarsi il giocatore è però il Coventry City, che grazie anche alla cessione di Robbie Keane all'Inter riesce ad acquistare il cartellino dell'attaccante pagandolo una cifra pari a 6,5 milioni di sterline.
Bellamy esordisce in Premier League con la maglia del Coventry il 19 agosto 2000, nella sconfitta interna per 1-3 contro il Middlesbrough e nel campionato 2000-2001 totalizza trentaquattro presenze e sei reti, senza però riuscire ad evitare la retrocessione del proprio club.
Dopo un solo anno al Coventry passa al Newcastle per circa 6 milioni di sterline, con il quale esordisce mettendo subito a segno una rete nella vittoria per 4-0 sui belgi del Lokeren in Intertoto. Sotto la guida dell'allenatore Bobby Robson forma una prolifica coppia d'attacco con il compagno di squadra Alan Shearer e a fine campionato viene anche eletto come miglior calciatore giovane dell'anno in Inghilterra, superando concorrenti del calibro di Steven Gerrard.
Durante la sua seconda stagione con i Toon si segnala quella che è probabilmente la sua migliore prestazione con la maglia del club bianconero quando segna due reti, di cui una decisiva, nella vittoria per 3-2 sul Feyenoord che permette al Newcastle di passare alla seconda fase a gironi della Champions League. Tuttavia, nel successivo match europeo contro l'Inter (conclusosi con una sconfitta per 4-1) si rende protagonista di un calcio ai danni di un avversario, che oltre all'espulsione comporta anche una squalifica di tre turni per il gallese. Nel marzo del 2004, inoltre, compie un altro brutto gesto, tirando una sedia al proprio vice-allenatore di quel periodo, John Carver.
Dopo la partenza di Bobby Robson nell'agosto del 2004, Bellamy ha dei contrasti pubblici con Graeme Souness, il suo nuovo allenatore al Newcastle. Il 23 gennaio 2005 Bellamy viene escluso per la partita contro l'Arsenal, dopo che Souness prima del match aveva affermato che il gallese aveva avuto problemi ad una coscia. Tuttavia nel post-partita lo stesso allenatore si contraddice, affermando che Bellamy era stato escluso perché non ancora in grado di giocare come centrocampista di fascia destra. Qualche minuto dopo arriva la replica del giocatore che afferma di essere stato pronto a giocare in qualsiasi zona del campo, rincarando poi la dose in un'intervista successiva, dando del bugiardo a Souness riguardo al suo presunto infortunio. Due giorni dopo il gallese viene multato di 80.000 sterline, pari a due settimane di stipendio.

#### Celtic e Blackburn Rovers
Il 31 gennaio 2005 (l'ultimo giorno valido per il calciomercato invernale) Bellamy viene mandato in prestito al Celtic in Scottish Premier League per la parte rimanente della stagione, dopo che il gallese aveva rifiutato il trasferimento al Birmingham City, concordato da Souness e dal presidente Freddy Shepherd, affermando "I am Craig Bellamy and I don't sign for shit football clubs" (io sono Craig Bellamy e non firmo per delle squadre di calcio schifose).
Con la maglia del Celtic realizza nove reti complessive e fa parte alla squadra che ottiene la vittoria della Coppa di Scozia, il suo primo trofeo della carriera.
Craig Bellamy nel frattempo si rende ulteriormente sgradito ai tifosi del Newcastle, dopo aver mandato alcuni SMS al capitano dei Magpies Alan Shearer (che al momento della ricezione degli stessi si trovava in Irlanda per una partita di golf per beneficenza) dopo la loro sconfitta nella semifinale di FA Cup contro il Manchester United nel 2005. Il procuratore di Bellamy affermò però che il cellulare del gallese era andato perduto precedentemente e che il calciatore non era dunque responsabile dell'invio dei messaggi da quel numero, arrivati nel frattempo anche a Kenneth Shepherd, figlio del presidente del Newcastle. Shearer sembra poi abbia detto di voler "spaccare la faccia" a Bellamy nel caso che questi fosse poi tornato a giocare per i bianconeri.
Il Celtic cerca intanto di acquistare il suo cartellino a titolo definitivo, ma il 7 luglio 2005 viene annunciato il suo passaggio al Blackburn Rovers per una cifra compresa fra i 2,5 ed i 5 milioni di sterline. Con il club inglese firma un contratto di durata quadriennale, ritrovando alla guida del club Mark Hughes, che già lo aveva allenato nella nazionale gallese. Nella stagione 2005-2006 segna complessivamente diciassette reti, contribuendo al raggiungimento del sesto posto del club in Premier, riuscendo a imporsi nuovamente all'attenzione di alcuni importanti club.

#### Liverpool
Il 20 giugno 2006 Bellamy passa al Liverpool per una cifra vicina ai 6,5 milioni di sterline. Tale offerta fu anche favorita da una clausola del contratto del gallese che obbligava il Blackburn a discutere le offerte dei club partecipanti alla Champions League.
Prima dell'ufficializzazione del trasferimento l'allenatore del Liverpool Rafael Benítez aveva affermato che Bellamy "ha l'abilità, la velocità ed il talento che cercavamo", augurandosi che tutto andasse per il meglio, ricordando anche che il gallese era un sostenitore del Liverpool da ragazzino. La firma sul nuovo contratto arriva il 23 giugno 2006 ed il gallese diventa poi ufficialmente un giocatore del Liverpool il 1º luglio.
Dopo un gol al Maccabi Haifa nell'esordio con la maglia dei Reds nei preliminari di Champions League, Bellamy fatica ad andare a segno in campionato, rompendo il digiuno contro il Wigan, contro cui segna una doppietta e fornisce un assist.
Nel febbraio 2007 Bellamy (mentre era ubriaco) ha attaccato il compagno di squadra John Arne Riise con una mazza da golf durante una sessione di allenamento in Portogallo in hotel. Entrambi i giocatori vengono multati di due settimane di stipendio dal club ma successivamente l'allenatore Rafael Benítez accetta le scuse dei due. Nella partita successiva al battibecco, giocata in casa del Barcellona, Bellamy festeggia il gol del momentaneo 1-1 simulando un colpo con una mazza da golf, per poi fornire l'assist per il definitivo 1-2 proprio al giocatore norvegese.
A fine stagione si comincia a vociferare di un nuovo trasferimento di Craig Bellamy ed il suo nome viene associato a club quali Aston Villa, Roma a Juventus, così come ci sono ipotesi anche su un suo ritorno al Blackburn. Il 7 luglio, infine, Rafael Benítez conferma che Bellamy è stato acquistato dal West Ham, anche se il club di Londra chiarifica sul proprio sito ufficiale che il giocatore deve ancora risolvere alcuni piccoli problemi contrattuali con il Liverpool.

#### West Ham Utd e Manchester City
Il passaggio al West Ham per una cifra di 7,5 milioni di sterline viene ufficializzato il 10 luglio 2007, ed il giocatore firma un contratto quinquennale con il suo nuovo club. Nello stesso giorno il gallese dichiara poi di avere scelto il West Ham per poter giocare da titolare, puntando a qualificarsi con la squadra alle coppe europee.
Bellamy debutta con la maglia degli Hammers l'11 agosto 2007 nella sconfitta interna per 2-0 contro il Manchester City. I suoi primi due gol arrivano invece nel 2-1 in Carling Cup contro il Bristol Rovers, il 28 agosto 2007.
Nel calciomercato del gennaio 2009 viene acquistato dal Manchester City per 14 milioni di sterline dove ritrova Mark Hughes, suo ex allenatore tra il 1999 e il 2004 nel Galles e nel Blackburn nella stagione 2005-2006. Al suo debutto segna un gol contro il Newcastle United, essenziale per il vittorioso 1-0 finale. Segna poi contro il Fulham e il Bolton.
Le cose si incrinano per Bellamy quando nel dicembre 2009 Mark Hughes viene sostituito da Roberto Mancini; Bellamy manifesta sin da subito il proprio disappunto per l'esonero del suo connazionale meditando anche di lasciare il club, cosa che poi non è avvenuta nonostante i rapporti con il tecnico italiano non siano stati buoni sin da subito.
Il 27 gennaio 2010, dopo la gara di ritorno della semifinale di Carling Cup contro lo United, viene colpito in testa da una bottiglia di birra lanciata contro di lui da un tifoso dei Red Devils. Esattamente un mese dopo, realizza la sua prima doppietta in Premier League. Il 10 febbraio ha avuto un diverbio in allenamento con Mancini che dopo che si era vociferato che lui gli avesse detto <<Vattene e non tornare prima di tre mesi>>, ha risposto dicendo di avere solo parlato faccia a faccia con lui. Il 27 febbraio 2010 torna al gol con una doppietta nella vittoria esterna per 4-2 contro il Chelsea futuro campione d'Inghilterra.

#### Cardiff City
Il 17 agosto 2010, complici i cattivi rapporti con Mancini che avevano pensato di fargli lasciare il calcio, passa in prestito al Cardiff City. Con i Bluebirds segna 11 gol in 35 partite, ma alla fine della stagione non viene riscattato e fa ritorno al Manchester City.

#### Ritorno al Liverpool
Il 31 agosto 2011 viene ceduto a titolo gratuito al Liverpool, facendo così ritorno ai Reds dopo averci già giocato nella stagione 2006-2007. In totale gioca 37 partite tra campionato e coppe, segnando nove gol.

#### Ritorno al Cardiff City e ritiro
Il 10 agosto 2012 viene ceduto a titolo gratuito al Cardiff City, ultimo club nel quale milita da calciatore, raggiungendo al termine della stagione 2012-2013 una storica promozione in Premier League per il club gallese, a cui ha contribuito segnando 4 reti in 33 partite.
Nella stagione successiva in massima serie va a segno il 1º febbraio 2014 nella vittoria per 2-1 dei gallesi contro il Norwich City (sua ex squadra), diventando il primo calciatore in assoluto a segnare con 7 squadre diverse in Premier League.
Ha segnato il suo secondo (e ultimo) goal in stagione in occasione della sua ultima partita tra i professionisti in occasione della sconfitta interna per 1-2 contro il Chelsea l'11 maggio 2014.
Il 22 maggio 2014, a seguito dell'immediata retrocessione del club in Championship, dichiara di voler lasciare il calcio giocato a 34 anni, lasciando intendere la volontà di prepararsi a diventare allenatore.

### Nazionale

#### Galles
Bellamy ha giocato nelle selezioni giovanili del Galles, debuttando a livello scolastico nel 1994, ritrovandosi sotto pressione in una squadra poco performante, in cui essendo il più piccolo, non era ritenuto idoneo da parte degli altri componenti. Nonostante ciò, ha giocato prima con l'Under-17 e poi con l'Under-18 prima che l'allenatore Tom Walley lo convocasse per la prima volta nell'Under-21 all'età di 16 anni. Ha fatto il suo debutto subentrando nella partita contro San Marino, diventando il giocatore più giovane a debuttare con la formazione Under-21 gallese. Tuttavia, iniziò a considerare la squadra Under-21 come un passo indietro nella sua carriera poiché veniva spesso relegato in panchina al Template:Calcio Norwich dopo le convocazioni in nazionale. Ciò lo portò a chiedere ai dirigenti del Norwich di dichiaralo infortunato, così da evitare la convocazione.
Craig Bellamy debutta con la maglia della Nazionale gallese il 25 marzo 1998 a Cardiff, subentrando a Gareth Taylor al 57' dell'amichevole disputata contro la Giamaica, terminata poi col punteggio di 0-0. Nella successiva partita della nazionale, disputata il 4 giugno dello stesso anno a La Valletta contro la rappresentativa maltese, Bellamy gioca da titolare e segna anche il suo primo gol con la maglia dei Dragons nella vittoria per 0-3 della sua squadra.
Nell'ottobre del 2006, il ct John Toshack decide per la prima volta di affidargli la fascia di capitano della Nazionale per la partita di qualificazione ad Euro 2008 contro la Slovacchia, dopo che Ryan Giggs si era reso indisponibile per un infortunio. Sfortunatamente però, questo suo esordio da capitano coincide con una pesante sconfitta per 5-1 contro gli slovacchi, compensata poi dalla successiva vittoria per 3-1 su Cipro, giocata sempre come capitano da Bellamy.
Dopo il ritiro dalle competizioni internazionali di Giggs, avvenuto il 2 giugno 2007, Craig Bellamy è diventato il capitano della nazionale. Dopo l'ultima partita di qualificazione ai Mondiali 2014 di Bruxelles contro il Belgio del 15 ottobre 2013 ha annunciato il ritiro ufficiale dalla Nazionale gallese. Con la maglia della sua nazionale ha collezionato in tutto 78 presenze e 19 reti.

#### Regno Unito
Ha giocato con il Regno Unito alle Olimpiadi 2012, con cui in 5 partite (inclusa un'amichevole pre-torneo del 20 luglio 2012 persa per 2-0 contro il Brasile) ha segnato un goal nell'1-1 contro il Senegal.

### Allenatore

#### Gli inizi
Bellamy inizia la sua carriera da allenatore nell'accademia del Cardiff City. Durante questo periodo, dopo essere stato interpellato per diventare commissario tecnico della nazionale gallese, nel febbraio 2018 gli viene proposta la panchina dell'Oxford Utd: inizialmente accettò l'incarico, ma il cambio di proprietà del club durante le trattative, portò il tecnico gallese a rifiutare la proposta. Le accuse di bullismo nei confronti di un giocatore delle giovanili del club gallese, lo costringono a dare le dimissioni nel gennaio del 2019 Un'indagine interna del club ha successivamente portato Bellamy a scusarsi per un "ambiente di allenamento inaccettabile", sebbene non sia stato soggetto ad alcuna azione disciplinare formale. Nel giugno 2019, Bellamy ha sottoscritto un contratto triennale con l'Anderlecht, assumendo il ruolo di l'allenatore della squadra Under-21, posto lasciato vacante dal suo ex compagno di squadra del Manchester City, Vincent Kompany, promosso ad allenatore della Prima squadra belga. Nel 2021 diviene vice di Kompany nella prima squadra, prima di dimettersi dal ruolo per alcuni problemi di depressione. Nel luglio 2022 diviene vice allenatore del Burnley, dove ritrova Kompany che nel frattempo è stato nominato allenatore della prima squadra. Il 30 maggio 2024, dopo il passaggio dell'allenatore belga al Bayern Monaco ed alla retrocessione del Burnley, Bellamy viene nominato allenatore ad interim, ruolo che ricopre fino all'ingaggio di Scott Parker nel luglio successivo.

#### Nazionale gallese
Il 9 luglio 2024 diventa commissario tecnico del Galles, succedendo a Robert Page.

### Dirigente
Nel 2016, dopo il suo ritorno al Cardiff City, è stato nominato responsabile dello sviluppo dei giocatori del club, supervisionando tutte le fasce d'età dell'accademia giovanile.

## Controversie
Anche se non ha mai ricevuto alcuna condanna, Bellamy è stato coinvolto più volte in risse oltre a quella con John Arne Riise:
- L'8 febbraio 2002 ha avuto una rissa con uno studente;[63]
- Il 29 novembre 2006, dopo un processo di 5 giorni, è stato assolto da un'accusa di violenza da parte di 2 donne;[64][65]
- Il 22 settembre 2009 in Manchester United-Manchester City 4-3 ha tirato un pugno a un tifoso dello United che aveva fatto invasione di campo;[66]
- Il 12 gennaio 2011 è stato arrestato a sulla Caroline Street di Cardiff per una rissa avvenuta tre giorni prima in cui aveva procurato delle lesioni facciali a due ragazzi uno di 20 anni e uno di 26;[67] il 28 febbraio ha pagato una cauzione per l'avvenuto.[68]

## Statistiche

### Presenze e reti nei club
| Stagione                | Squadra                 | Campionato              | Campionato | Campionato | Coppe nazionali | Coppe nazionali | Coppe nazionali | Coppe continentali | Coppe continentali | Coppe continentali | Altre coppe | Altre coppe | Altre coppe | Totale | Totale |
| Stagione                | Squadra                 | Comp                    | Pres       | Reti       | Comp            | Pres            | Reti            | Comp               | Pres               | Reti               | Comp        | Pres        | Reti        | Pres   | Reti   |
| ----------------------- | ----------------------- | ----------------------- | ---------- | ---------- | --------------- | --------------- | --------------- | ------------------ | ------------------ | ------------------ | ----------- | ----------- | ----------- | ------ | ------ |
| 1996-1997               | Norwich City            | FD                      | 3          | 0          | FACup+CdL       | 0               | 0               | -                  | -                  | -                  | -           | -           | -           | 3      | 0      |
| 1997-1998               | Norwich City            | FD                      | 36         | 13         | FACup+CdL       | 1+1             | 0               | -                  | -                  | -                  | -           | -           | -           | 38     | 13     |
| 1998-1999               | Norwich City            | FD                      | 40         | 17         | FACup+CdL       | 0+5             | 2               | -                  | -                  | -                  | -           | -           | -           | 45     | 19     |
| 1999-2000               | Norwich City            | FD                      | 4          | 2          | FACup+CdL       | 0               | 0               | -                  | -                  | -                  | -           | -           | -           | 4      | 2      |
| ago.-ott. 2000          | Norwich City            | FD                      | 1          | 0          | FACup+CdL       | 0               | 0               | -                  | -                  | -                  | -           | -           | -           | 1      | 0      |
| Totale Norwich City     | Totale Norwich City     | Totale Norwich City     | 84         | 32         |                 | 7               | 2               |                    | -                  | -                  |             | -           | -           | 91     | 34     |
| ott. 2000-2001          | Coventry City           | PL                      | 34         | 6          | FACup+CdL       | 2+3             | 1+1             | -                  | -                  | -                  | -           | -           | -           | 39     | 8      |
| 2001-2002               | Newcastle United        | PL                      | 27         | 9          | FACup+CdL       | 3+3             | 0+4             | Int                | 6                  | 1                  | -           | -           | -           | 39     | 14     |
| 2002-2003               | Newcastle United        | PL                      | 29         | 8          | FACup+CdL       | 1+0             | 0               | UCL                | 6                  | 2                  | -           | -           | -           | 36     | 10     |
| 2003-2004               | Newcastle United        | PL                      | 16         | 4          | FACup+CdL       | 0               | 0               | UCL+CU             | 1+7                | 0+5                | -           | -           | -           | 24     | 9      |
| 2004-gen. 2005          | Newcastle United        | PL                      | 21         | 7          | FACup+CdL       | 1+2             | 0               | CU                 | 5                  | 3                  | -           | -           | -           | 29     | 10     |
| Totale Newcastle United | Totale Newcastle United | Totale Newcastle United | 93         | 28         |                 | 10              | 4               |                    | 25                 | 11                 |             | -           | -           | 128    | 43     |
| gen.-giu. 2005          | Celtic                  | SPL                     | 12         | 7          | SC+SLC          | 3+0             | 2               | -                  | -                  | -                  | -           | -           | -           | 15     | 9      |
| 2005-2006               | Blackburn               | PL                      | 27         | 13         | FACup+CdL       | 1+4             | 2+2             | -                  | -                  | -                  | -           | -           | -           | 32     | 17     |
| 2006-2007               | Liverpool               | PL                      | 27         | 7          | FACup+CdL       | 0+2             | 0               | UCL                | 12                 | 2                  | CS          | 1           | 0           | 42     | 9      |
| 2007-2008               | West Ham                | PL                      | 8          | 2          | FACup+CdL       | 0+1             | 2               | -                  | -                  | -                  | -           | -           | -           | 9      | 4      |
| 2008-gen. 2009          | West Ham                | PL                      | 16         | 5          | FACup+CdL       | 1+0             | 0               | -                  | -                  | -                  | -           | -           | -           | 17     | 5      |
| Totale West Ham         | Totale West Ham         | Totale West Ham         | 24         | 7          |                 | 2               | 2               |                    | -                  | -                  |             | -           | -           | 26     | 9      |
| gen.-giu. 2009          | Manchester City         | PL                      | 8          | 3          | FACup+CdL       | 0               | 0               | CU                 | 3                  | 2                  | -           | -           | -           | 11     | 5      |
| 2009-2010               | Manchester City         | PL                      | 32         | 10         | FACup+CdL       | 3+5             | 1+0             | -                  | -                  | -                  | -           | -           | -           | 40     | 11     |
| Totale Manchester City  | Totale Manchester City  | Totale Manchester City  | 40         | 13         |                 | 8               | 1               |                    | 3                  | 2                  |             | -           | -           | 51     | 16     |
| 2010-2011               | Cardiff City            | FLC                     | 35+1       | 11         | FACup+CdL       | 0               | 0               | -                  | -                  | -                  | -           | -           | -           | 36     | 11     |
| 2011-2012               | Liverpool               | PL                      | 27         | 6          | FACup+CdL       | 4+6             | 1+2             | UEL                | -                  | -                  | -           | -           | -           | 37     | 9      |
| Totale Liverpool        | Totale Liverpool        | Totale Liverpool        | 54         | 13         |                 | 12              | 3               |                    | 12                 | 2                  |             | 1           | 0           | 79     | 18     |
| 2012-2013               | Cardiff City            | FLC                     | 33         | 4          | FACup+CdL       | 0               | 0               | -                  | -                  | -                  | -           | -           | -           | 33     | 4      |
| 2013-2014               | Cardiff City            | PL                      | 22         | 2          | FACup+CdL       | 0               | 0               | -                  | -                  | -                  | -           | -           | -           | 22     | 2      |
| Totale Cardiff City     | Totale Cardiff City     | Totale Cardiff City     | 90+1       | 17         |                 | 0               | 0               |                    | -                  | -                  |             | -           | -           | 91     | 17     |
| Totale carriera         | Totale carriera         | Totale carriera         | 458+1      | 135        |                 | 52              | 20              |                    | 40                 | 15                 |             | 1           | 0           | 551    | 170    |

### Cronologia presenze e reti in nazionale
| Cronologia completa delle presenze e delle reti in nazionale ― Galles | Cronologia completa delle presenze e delle reti in nazionale ― Galles | Cronologia completa delle presenze e delle reti in nazionale ― Galles | Cronologia completa delle presenze e delle reti in nazionale ― Galles | Cronologia completa delle presenze e delle reti in nazionale ― Galles | Cronologia completa delle presenze e delle reti in nazionale ― Galles | Cronologia completa delle presenze e delle reti in nazionale ― Galles | Cronologia completa delle presenze e delle reti in nazionale ― Galles |
| Data                                                                  | Città                                                                 | In casa                                                               | Risultato                                                             | Ospiti                                                                | Competizione                                                          | Reti                                                                  | Note                                                                  |
| --------------------------------------------------------------------- | --------------------------------------------------------------------- | --------------------------------------------------------------------- | --------------------------------------------------------------------- | --------------------------------------------------------------------- | --------------------------------------------------------------------- | --------------------------------------------------------------------- | --------------------------------------------------------------------- |
| 25-3-1998                                                             | Cardiff                                                               | Galles                                                                | 0 – 0                                                                 | Giamaica                                                              | Amichevole                                                            | -                                                                     | 58’                                                                   |
| 3-6-1998                                                              | Ta' Qali                                                              | Malta                                                                 | 0 – 3                                                                 | Galles                                                                | Amichevole                                                            | 1                                                                     | 76’                                                                   |
| 6-6-1998                                                              | Tunisi                                                                | Tunisia                                                               | 4 – 0                                                                 | Galles                                                                | Amichevole                                                            | -                                                                     | 70’                                                                   |
| 10-10-1998                                                            | Copenaghen                                                            | Danimarca                                                             | 1 – 2                                                                 | Galles                                                                | Qual. Euro 2000                                                       | 1                                                                     | 69’                                                                   |
| 31-3-1999                                                             | Zurigo                                                                | Svizzera                                                              | 2 – 0                                                                 | Galles                                                                | Qual. Euro 2000                                                       | -                                                                     | 72’                                                                   |
| 5-6-1999                                                              | Bologna                                                               | Italia                                                                | 4 – 0                                                                 | Galles                                                                | Qual. Euro 2000                                                       | -                                                                     | 80’                                                                   |
| 9-6-1999                                                              | Liverpool                                                             | Galles                                                                | 0 – 2                                                                 | Danimarca                                                             | Qual. Euro 2000                                                       | -                                                                     | 87’                                                                   |
| 23-5-2000                                                             | Cardiff                                                               | Galles                                                                | 0 – 3                                                                 | Brasile                                                               | Amichevole                                                            | -                                                                     | 80’                                                                   |
| 2-6-2000                                                              | Chaves                                                                | Portogallo                                                            | 3 – 0                                                                 | Galles                                                                | Amichevole                                                            | -                                                                     |                                                                       |
| 2-9-2000                                                              | Minsk                                                                 | Bielorussia                                                           | 2 – 1                                                                 | Galles                                                                | Qual. Mondiali 2002                                                   | -                                                                     | 65’                                                                   |
| 24-3-2001                                                             | Erevan                                                                | Armenia                                                               | 2 – 2                                                                 | Galles                                                                | Qual. Mondiali 2002                                                   | -                                                                     |                                                                       |
| 28-3-2001                                                             | Cardiff                                                               | Galles                                                                | 1 – 1                                                                 | Ucraina                                                               | Qual. Mondiali 2002                                                   | -                                                                     | 19’                                                                   |
| 1-9-2001                                                              | Swansea                                                               | Galles                                                                | 0 – 0                                                                 | Armenia                                                               | Qual. Mondiali 2002                                                   | -                                                                     |                                                                       |
| 5-9-2001                                                              | Oslo                                                                  | Norvegia                                                              | 3 – 2                                                                 | Galles                                                                | Qual. Mondiali 2002                                                   | 1                                                                     |                                                                       |
| 6-10-2001                                                             | Cardiff                                                               | Galles                                                                | 1 – 0                                                                 | Bielorussia                                                           | Qual. Mondiali 2002                                                   | -                                                                     |                                                                       |
| 13-2-2002                                                             | Cardiff                                                               | Galles                                                                | 1 – 1                                                                 | Argentina                                                             | Amichevole                                                            | 1                                                                     |                                                                       |
| 7-9-2002                                                              | Helsinki                                                              | Finlandia                                                             | 0 – 2                                                                 | Galles                                                                | Qual. Euro 2004                                                       | -                                                                     | 63’                                                                   |
| 16-10-2002                                                            | Cardiff                                                               | Galles                                                                | 2 – 1                                                                 | Italia                                                                | Qual. Euro 2004                                                       | 1                                                                     | 20’ 90+1’                                                             |
| 12-2-2003                                                             | Cardiff                                                               | Galles                                                                | 2 – 2                                                                 | Bosnia ed Erzegovina                                                  | Amichevole                                                            | -                                                                     |                                                                       |
| 29-3-2003                                                             | Cardiff                                                               | Galles                                                                | 4 – 0                                                                 | Azerbaigian                                                           | Qual. Euro 2004                                                       | 1                                                                     | 71’                                                                   |
| 20-8-2003                                                             | Belgrado                                                              | Serbia e Montenegro                                                   | 1 – 0                                                                 | Galles                                                                | Qual. Euro 2004                                                       | -                                                                     |                                                                       |
| 6-9-2003                                                              | Milano                                                                | Italia                                                                | 4 – 0                                                                 | Galles                                                                | Qual. Euro 2004                                                       | -                                                                     | 27’                                                                   |
| 11-10-2003                                                            | Cardiff                                                               | Galles                                                                | 2 – 3                                                                 | Serbia e Montenegro                                                   | Qual. Euro 2004                                                       | -                                                                     | 60’                                                                   |
| 27-5-2004                                                             | Oslo                                                                  | Norvegia                                                              | 0 – 0                                                                 | Galles                                                                | Amichevole                                                            | -                                                                     | 86’                                                                   |
| 30-5-2004                                                             | Wrexham                                                               | Galles                                                                | 1 – 0                                                                 | Canada                                                                | Amichevole                                                            | -                                                                     |                                                                       |
| 18-8-2004                                                             | Riga                                                                  | Lettonia                                                              | 0 – 2                                                                 | Galles                                                                | Amichevole                                                            | 1                                                                     |                                                                       |
| 4-9-2004                                                              | Baku                                                                  | Azerbaigian                                                           | 1 – 1                                                                 | Galles                                                                | Qual. Mondiali 2006                                                   | -                                                                     |                                                                       |
| 8-9-2004                                                              | Cardiff                                                               | Galles                                                                | 2 – 2                                                                 | Irlanda del Nord                                                      | Qual. Mondiali 2006                                                   | -                                                                     |                                                                       |
| 9-10-2004                                                             | Manchester                                                            | Inghilterra                                                           | 2 – 0                                                                 | Galles                                                                | Qual. Mondiali 2006                                                   | -                                                                     |                                                                       |
| 13-10-2004                                                            | Cardiff                                                               | Galles                                                                | 2 – 3                                                                 | Polonia                                                               | Qual. Mondiali 2006                                                   | -                                                                     | 79’                                                                   |
| 9-2-2005                                                              | Cardiff                                                               | Galles                                                                | 2 – 0                                                                 | Ungheria                                                              | Amichevole                                                            | 2                                                                     |                                                                       |
| 26-3-2005                                                             | Wrexham                                                               | Galles                                                                | 0 – 2                                                                 | Austria                                                               | Qual. Mondiali 2006                                                   | -                                                                     |                                                                       |
| 30-3-2005                                                             | Salisburgo                                                            | Austria                                                               | 1 – 0                                                                 | Galles                                                                | Qual. Mondiali 2006                                                   | -                                                                     |                                                                       |
| 16-11-2005                                                            | Limassol                                                              | Cipro                                                                 | 1 – 0                                                                 | Galles                                                                | Amichevole                                                            | -                                                                     |                                                                       |
| 1-3-2006                                                              | Cardiff                                                               | Galles                                                                | 0 – 0                                                                 | Paraguay                                                              | Amichevole                                                            | -                                                                     | 78’                                                                   |
| 15-8-2006                                                             | Swansea                                                               | Galles                                                                | 0 – 0                                                                 | Bulgaria                                                              | Amichevole                                                            | -                                                                     | 72’                                                                   |
| 2-9-2006                                                              | Teplice                                                               | Rep. Ceca                                                             | 2 – 1                                                                 | Galles                                                                | Qual. Euro 2008                                                       | -                                                                     |                                                                       |
| 5-9-2006                                                              | Londra                                                                | Brasile                                                               | 2 – 0                                                                 | Galles                                                                | Amichevole                                                            | -                                                                     |                                                                       |
| 7-10-2006                                                             | Cardiff                                                               | Galles                                                                | 1 – 5                                                                 | Slovacchia                                                            | Qual. Euro 2008                                                       | -                                                                     | cap.                                                                  |
| 11-10-2006                                                            | Cardiff                                                               | Galles                                                                | 3 – 1                                                                 | Cipro                                                                 | Qual. Euro 2008                                                       | 1                                                                     | cap. 90+1’                                                            |
| 14-11-2006                                                            | Wrexham                                                               | Galles                                                                | 4 – 0                                                                 | Liechtenstein                                                         | Amichevole                                                            | 1                                                                     |                                                                       |
| 6-2-2007                                                              | Belfast                                                               | Irlanda del Nord                                                      | 0 – 0                                                                 | Galles                                                                | Amichevole                                                            | -                                                                     | Cap.                                                                  |
| 24-3-2007                                                             | Dublino                                                               | Irlanda                                                               | 1 – 0                                                                 | Galles                                                                | Qual. Euro 2008                                                       | -                                                                     |                                                                       |
| 28-3-2007                                                             | Cardiff                                                               | Galles                                                                | 3 – 0                                                                 | San Marino                                                            | Qual. Euro 2008                                                       | -                                                                     |                                                                       |
| 26-5-2007                                                             | Wrexham                                                               | Galles                                                                | 2 – 2                                                                 | Nuova Zelanda                                                         | Amichevole                                                            | 2                                                                     |                                                                       |
| 2-6-2007                                                              | Cardiff                                                               | Galles                                                                | 0 – 0                                                                 | Rep. Ceca                                                             | Qual. Euro 2008                                                       | -                                                                     |                                                                       |
| 12-9-2007                                                             | Trnava                                                                | Slovacchia                                                            | 2 – 5                                                                 | Galles                                                                | Qual. Euro 2008                                                       | 2                                                                     | Cap. 24’                                                              |
| 13-10-2007                                                            | Nicosia                                                               | Cipro                                                                 | 3 – 1                                                                 | Galles                                                                | Qual. Euro 2008                                                       | -                                                                     | Cap.                                                                  |
| 17-10-2007                                                            | Serravalle                                                            | San Marino                                                            | 1 – 2                                                                 | Galles                                                                | Qual. Euro 2008                                                       | -                                                                     | Cap.                                                                  |
| 28-5-2008                                                             | Reykjavík                                                             | Islanda                                                               | 0 – 1                                                                 | Galles                                                                | Amichevole                                                            | -                                                                     | 62’                                                                   |
| 1-6-2008                                                              | Rotterdam                                                             | Paesi Bassi                                                           | 2 – 0                                                                 | Galles                                                                | Amichevole                                                            | -                                                                     | 56’                                                                   |
| 11-10-2008                                                            | Cardiff                                                               | Galles                                                                | 2 – 0                                                                 | Liechtenstein                                                         | Qual. Mondiali 2010                                                   | -                                                                     | Cap. 78’ 82’                                                          |
| 15-10-2008                                                            | Mönchengladbach                                                       | Germania                                                              | 1 – 0                                                                 | Galles                                                                | Qual. Mondiali 2010                                                   | -                                                                     | Cap.                                                                  |
| 19-11-2008                                                            | Copenaghen                                                            | Danimarca                                                             | 0 – 1                                                                 | Galles                                                                | Amichevole                                                            | 1                                                                     | Cap.                                                                  |
| 11-2-2009                                                             | Faro                                                                  | Galles                                                                | 0 – 1                                                                 | Polonia                                                               | Amichevole                                                            | -                                                                     | Cap. 46’                                                              |
| 28-3-2009                                                             | Cardiff                                                               | Galles                                                                | 0 – 2                                                                 | Finlandia                                                             | Qual. Mondiali 2010                                                   | -                                                                     | Cap.                                                                  |
| 9-9-2009                                                              | Cardiff                                                               | Galles                                                                | 1 – 3                                                                 | Russia                                                                | Qual. Mondiali 2010                                                   | -                                                                     | Cap.                                                                  |
| 10-10-2009                                                            | Helsinki                                                              | Finlandia                                                             | 2 – 1                                                                 | Galles                                                                | Qual. Mondiali 2010                                                   | 1                                                                     | Cap. 47’                                                              |
| 11-8-2010                                                             | Llanelli                                                              | Galles                                                                | 5 – 1                                                                 | Lussemburgo                                                           | Amichevole                                                            | 1                                                                     | Cap.                                                                  |
| 3-9-2010                                                              | Podgorica                                                             | Montenegro                                                            | 1 – 0                                                                 | Galles                                                                | Qual. Euro 2012                                                       | -                                                                     | Cap.                                                                  |
| 26-3-2011                                                             | Cardiff                                                               | Galles                                                                | 0 – 2                                                                 | Inghilterra                                                           | Qual. Euro 2012                                                       | -                                                                     | 82’                                                                   |
| 27-5-2011                                                             | Dublino                                                               | Galles                                                                | 2 – 0                                                                 | Irlanda del Nord                                                      | Amichevole                                                            | -                                                                     | 62’                                                                   |
| 10-8-2011                                                             | Cardiff                                                               | Galles                                                                | 1 – 2                                                                 | Australia                                                             | Amichevole                                                            | -                                                                     |                                                                       |
| 2-9-2011                                                              | Cardiff                                                               | Galles                                                                | 2 – 1                                                                 | Montenegro                                                            | Qual. Euro 2012                                                       | -                                                                     | 44’                                                                   |
| 7-10-2011                                                             | Swansea                                                               | Galles                                                                | 2 – 0                                                                 | Svizzera                                                              | Qual. Euro 2012                                                       | -                                                                     |                                                                       |
| 11-10-2011                                                            | Sofia                                                                 | Bulgaria                                                              | 0 – 1                                                                 | Galles                                                                | Qual. Euro 2012                                                       | -                                                                     |                                                                       |
| 12-11-2011                                                            | Cardiff                                                               | Galles                                                                | 4 – 1                                                                 | Norvegia                                                              | Amichevole                                                            | 1                                                                     | 90+1’                                                                 |
| 29-2-2012                                                             | Cardiff                                                               | Galles                                                                | 0 – 1                                                                 | Costa Rica                                                            | Amichevole                                                            | -                                                                     | Cap. 75’                                                              |
| 27-5-2012                                                             | New Jersey                                                            | Messico                                                               | 2 – 0                                                                 | Galles                                                                | Amichevole                                                            | -                                                                     |                                                                       |
| 15-8-2012                                                             | Llanelli                                                              | Galles                                                                | 0 – 2                                                                 | Bosnia ed Erzegovina                                                  | Amichevole                                                            | -                                                                     | 62’                                                                   |
| 6-2-2013                                                              | Swansea                                                               | Galles                                                                | 2 – 1                                                                 | Austria                                                               | Amichevole                                                            | -                                                                     | 46’                                                                   |
| 22-3-2013                                                             | Glasgow                                                               | Scozia                                                                | 1 – 2                                                                 | Galles                                                                | Qual. Mondiali 2014                                                   | -                                                                     |                                                                       |
| 26-3-2013                                                             | Swansea                                                               | Galles                                                                | 1 – 2                                                                 | Croazia                                                               | Qual. Mondiali 2014                                                   | -                                                                     |                                                                       |
| 14-8-2013                                                             | Cardiff                                                               | Galles                                                                | 0 – 0                                                                 | Irlanda                                                               | Amichevole                                                            | -                                                                     | 60’                                                                   |
| 6-9-2013                                                              | Skopje                                                                | Macedonia                                                             | 2 – 1                                                                 | Galles                                                                | Qual. Mondiali 2014                                                   | -                                                                     | 21’                                                                   |
| 10-9-2013                                                             | Cardiff                                                               | Galles                                                                | 0 – 3                                                                 | Serbia                                                                | Qual. Mondiali 2014                                                   | -                                                                     |                                                                       |
| 11-10-2013                                                            | Cardiff                                                               | Galles                                                                | 1 – 0                                                                 | Macedonia                                                             | Qual. Mondiali 2014                                                   | -                                                                     |                                                                       |
| 15-10-2013                                                            | Bruxelles                                                             | Belgio                                                                | 1 – 1                                                                 | Galles                                                                | Qual. Mondiali 2014                                                   | -                                                                     | 79’                                                                   |
| Totale                                                                |                                                                       | Presenze (9º posto)                                                   | 78                                                                    |                                                                       | Reti (7º posto)                                                       | 19                                                                    |                                                                       |

| Cronologia completa delle presenze e delle reti in nazionale ― Regno Unito Olimpica | Cronologia completa delle presenze e delle reti in nazionale ― Regno Unito Olimpica | Cronologia completa delle presenze e delle reti in nazionale ― Regno Unito Olimpica | Cronologia completa delle presenze e delle reti in nazionale ― Regno Unito Olimpica | Cronologia completa delle presenze e delle reti in nazionale ― Regno Unito Olimpica | Cronologia completa delle presenze e delle reti in nazionale ― Regno Unito Olimpica | Cronologia completa delle presenze e delle reti in nazionale ― Regno Unito Olimpica | Cronologia completa delle presenze e delle reti in nazionale ― Regno Unito Olimpica |
| Data                                                                                | Città                                                                               | In casa                                                                             | Risultato                                                                           | Ospiti                                                                              | Competizione                                                                        | Reti                                                                                | Note                                                                                |
| ----------------------------------------------------------------------------------- | ----------------------------------------------------------------------------------- | ----------------------------------------------------------------------------------- | ----------------------------------------------------------------------------------- | ----------------------------------------------------------------------------------- | ----------------------------------------------------------------------------------- | ----------------------------------------------------------------------------------- | ----------------------------------------------------------------------------------- |
| 20-7-2012                                                                           | Middlesbrough                                                                       | Regno Unito olimpica                                                                | 0 – 2                                                                               | Brasile olimpica                                                                    | Amichevole                                                                          | -                                                                                   |                                                                                     |
| 26-7-2012                                                                           | Manchester                                                                          | Senegal olimpica                                                                    | 1 – 1                                                                               | Regno Unito olimpica                                                                | Olimpiadi 2012 - 1º turno                                                           | 1                                                                                   |                                                                                     |
| 29-7-2012                                                                           | Londra                                                                              | Regno Unito olimpica                                                                | 3 – 1                                                                               | Emirati Arabi Uniti olimpica                                                        | Olimpiadi 2012 - 1º turno                                                           | -                                                                                   |                                                                                     |
| Totale                                                                              |                                                                                     | Presenze                                                                            | 3                                                                                   |                                                                                     | Reti                                                                                | 1                                                                                   |                                                                                     |

### Statistiche da allenatore

#### Nazionale
Statistiche aggiornate al 9 giugno 2025.
| Squadra | Naz               | dal           | al        | Record | Record | Record | Record     | Record | Record | Record | Record |
| G       | V                 | N             | P         | GF     | GS     | DR     | % Vittorie |        |        |        |        |
| ------- | ----------------- | ------------- | --------- | ------ | ------ | ------ | ---------- | ------ | ------ | ------ | ------ |
| Galles  | Galles (bandiera) | 9 luglio 2024 | in carica | 10     | 5      | 4      | 1          | 19     | 10     | +9     | 50,00  |

#### Nazionale nel dettaglio
| 2024          | Galles        | UEFA Nations League 2024-2025 | 1° nel gruppo 4 della Lega B, promosso in Lega A | 6  | 3 | 3 | 0 | 50,00 | 9  | 4  | +5 |
| 2025          | Galles        | Qual. Mondiale 2026           | nel gruppo J                                     | 4  | 2 | 1 | 1 | 50,00 | 10 | 6  | +4 |
| Dal 2024      | Galles        | Amichevoli                    |                                                  | 0  | 0 | 0 | 0 | —     | 0  | 0  | +0 |
| Totale Galles | Totale Galles | Totale Galles                 | Totale Galles                                    | 10 | 5 | 4 | 1 | 50,00 | 19 | 10 | +9 |

#### Panchine da commissario tecnico della nazionale gallese
| Cronologia completa delle presenze e delle reti in nazionale ― Galles | Cronologia completa delle presenze e delle reti in nazionale ― Galles | Cronologia completa delle presenze e delle reti in nazionale ― Galles | Cronologia completa delle presenze e delle reti in nazionale ― Galles | Cronologia completa delle presenze e delle reti in nazionale ― Galles | Cronologia completa delle presenze e delle reti in nazionale ― Galles | Cronologia completa delle presenze e delle reti in nazionale ― Galles | Cronologia completa delle presenze e delle reti in nazionale ― Galles |
| Data                                                                  | Città                                                                 | In casa                                                               | Risultato                                                             | Ospiti                                                                | Competizione                                                          | Reti                                                                  | Note                                                                  |
| --------------------------------------------------------------------- | --------------------------------------------------------------------- | --------------------------------------------------------------------- | --------------------------------------------------------------------- | --------------------------------------------------------------------- | --------------------------------------------------------------------- | --------------------------------------------------------------------- | --------------------------------------------------------------------- |
| 6-9-2024                                                              | Cardiff                                                               | Galles                                                                | 0 – 0                                                                 | Turchia                                                               | UEFA Nations League 2024-2025 - Lega B                                | -                                                                     | Cap: A. Ramsey                                                        |
| 9-9-2024                                                              | Nikšić                                                                | Montenegro                                                            | 1 – 2                                                                 | Galles                                                                | UEFA Nations League 2024-2025 - Lega B                                | Kieffer Moore Harry Wilson                                            | Cap: B. Davies                                                        |
| 11-10-2024                                                            | Reykjavík                                                             | Islanda                                                               | 2 – 2                                                                 | Galles                                                                | UEFA Nations League 2024-2025 - Lega B                                | Brennan Johnson Harry Wilson                                          | Cap: B. Davies                                                        |
| 14-10-2024                                                            | Cardiff                                                               | Galles                                                                | 1 – 0                                                                 | Montenegro                                                            | UEFA Nations League 2024-2025 - Lega B                                | Harry Wilson (rig.)                                                   | Cap: B. Davies                                                        |
| 16-11-2024                                                            | Kayseri                                                               | Turchia                                                               | 0 – 0                                                                 | Galles                                                                | UEFA Nations League 2024-2025 - Lega B                                | -                                                                     | Cap: B. Davies                                                        |
| 19-11-2024                                                            | Cardiff                                                               | Galles                                                                | 4 – 1                                                                 | Islanda                                                               | UEFA Nations League 2024-2025 - Lega B                                | 2 Liam Cullen Brennan Johnson Harry Wilson                            | Cap: B. Davies                                                        |
| 22-3-2025                                                             | Cardiff                                                               | Galles                                                                | 3 – 1                                                                 | Kazakistan                                                            | Qual. Mondiali 2026                                                   | Daniel James Ben Davies Rabbi Matondo                                 | Cap: B. Davies                                                        |
| 25-3-2025                                                             | Skopje                                                                | Macedonia del Nord                                                    | 1 – 1                                                                 | Galles                                                                | Qual. Mondiali 2026                                                   | David Brooks                                                          | Cap: B. Davies                                                        |
| 6-6-2025                                                              | Cardiff                                                               | Galles                                                                | 3 – 0                                                                 | Liechtenstein                                                         | Qual. Mondiali 2026                                                   | Joe Rodon Harry Wilson Kieffer Moore                                  | Cap: B. Davies                                                        |
| 9-6-2025                                                              | Bruxelles                                                             | Belgio                                                                | 4 – 3                                                                 | Galles                                                                | Qual. Mondiali 2026                                                   | Harry Wilson (rig.) Sorba Thomas Brennan Johnson                      | Cap: B. Davies                                                        |
| Totale                                                                |                                                                       | Presenze                                                              | 10                                                                    |                                                                       | Reti                                                                  | 19                                                                    |                                                                       |

## Palmarès

### Giocatore

#### Club
- Coppa di Scozia: 1

Celtic: 2004-2005
- Community Shield: 1

Liverpool: 2006
- Coppa di Lega inglese: 1

Liverpool: 2011-2012
- Football League Championship: 1

Cardiff City: 2012-2013

#### Individuale
- Giovane dell'anno della PFA: 1

2001-2002
- Giocatore dell'anno del Blackburn Rovers: 1

2005-2006
- Calciatore gallese dell'anno: 1

2007